# Återstoden av dagen
Återstoden av dagen (engelsk originaltitel: The Remains of the Day) är en roman från 1989 av Kazuo Ishiguro, publicerad på svenska 1990 i en översättning av Annika Preis. Den fick 1990 års Bookerpris, och filmades 1993 med Anthony Hopkins och Emma Thompson i huvudrollerna. Filmen nominerades till åtta Oscars.

## Handling
Romanen berättas, liksom Ishiguros två tidigare romaner, i jag-perspektiv. Berättaren, Stevens, är en butler som berättar om sitt liv i dagboksform allt medan händelserna utspelar sig genom nuet. En stor del av romanen berör Stevens professionella, men framför allt personliga, relation till en före detta kollega, hushållerskan Miss Kenton.